# Военные преступления в Армии Финляндии

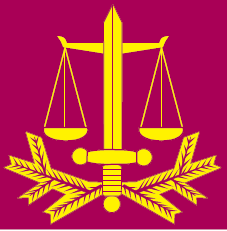
Знак отличия юридической ветви Сил обороны.

Военное преступление – преступление в Финляндии, наказание за которое предусмотрено главой 45 Уголовного кодекса Финляндии. По своей природе военные преступления таковы, что их могут совершить только военнослужащие или иные лица, подпадающие под действие воинских уголовных правил.
Военные преступления расследуются в легких случаях в военно-дисциплинарном порядке или в особом порядке военного суда. Военное преступление также отличается от гражданского преступления тем, что его предварительным расследованием вместо полиции занимаются Силы обороны Финляндии или Пограничная служба.

## Определения Военно-уголовного кодекса
Военно-уголовный устав определяет военнослужащего как человека, который:
1. служит на воинской должности Сил обороны или назначен должностным лицом Сил обороны, назначенным на военную должность на временной основе;
2. проходит военную службу с оружием или без оружия или службу, указанную в Законе о добровольной военной службе для женщин (194/1995), или
3. можно пройти подготовку на военную должность в силах обороны.

Аналогичные правила применяются к студентам и государственным служащим, проходящим службу в Пограничной службе или в органах по управлению военными кризисами. В Военное время, т. е. когда в регионе действует оборонительное военное положение, правила воинского наказания также применяются для:
1. служащим на невоенных должностях в силах обороны и лицам, назначенным на гражданские служащие в войсках обороны на срочных трудовых отношениях, которым назначены невоенные обязанности
2. тем, кто служит в военно-организованных силах и учреждениях сил обороны на основе призыва, а не на случайной или краткосрочной работе.
3. служащим в государственных учреждениях и учреждениях транспорта и информации, отведенных под военное командование, и
4. направленным на службу в войска обороны и в военно-организованные силы и учреждения, находящиеся под военным командованием, в порядке, установленном для общей трудовой службы.

Правила воинского наказания вступают в силу для лица с началом или с началом его службы. Их обязательство прекращается, когда заканчивается контракт. В случае призывника также требуется, чтобы он покинул территорию воинской части, что должно предотвратить беспорядки на территории казармы сразу после увольнения.
Правила воинских наказаний не распространяются на военных священников. Положения о преступлениях послушания и прогула не применяются к членам группы кризисного управления или лицам, проходящим соответствующую подготовку, которые не прошли военную службу или женскую добровольную военную службу.

## Типы преступлений
Военные преступления подразделяются на различные виды: служебные преступления, преступления несение охраны, преступления отсутствия, преступления подчинения, преступления вышестоящих должностных лиц и преступления военного времени.

### Служебные преступления
Основным видом служебного преступления является служебное преступление, которое совершается путем нарушения служебной обязанности действием или бездействием либо путем нарушения постановления или иного нормативного акта аналогичным образом. Лицо, выполняющее службу в состоянии алкогольного или наркотического опьянения, если это ограничивает возможность нести службу, а также лицо, причинившее вред себе или своему здоровью с целью получения освобождения или освобождения от службы, либо представление аналогичных неверных сведений, также признается виновным в совершении преступления. служебное преступление. Наказание — максимум один год лишения свободы или дисциплинарное взыскание.

#### Мелкое служебное преступление
Это служебное преступление, которое является незначительным с учетом обстоятельств и качества службы. Наказание является дисциплинарным наказанием.

#### Служебное преступление при отягчающих обстоятельствах
Считается в целом служебным преступлением при отягчающих обстоятельствах, исполнитель которого
1. нацелился на особенно большую преимущество
2. стремились причинить особенно большой вред или
3. совершили преступление при исполнении очень важного служебного долга.

Максимальное наказание — четыре года лишения свободы.

#### Служебное преступление по неосторожности
Совершается путем совершения служебного преступления по неосторожности. Служебное преступление – редкое исопльзуется в финском законодательстве. Он криминализирует любую деятельность, которая нарушает правила или положения. Кроме того, преступление может быть совершено даже при самом незначительном деянии. Даже пребывание в головном уборе в помещении нарушает правила и соответствует признакам мелкого служебного преступления. За исключением отдельно регламентированных исключений по использованию головного убора в помещении. Однако решение принимается законодателем; Представление правительства по этому вопросу оправдывает жесткое правило, утверждая, что с точки зрения поддержания военной дисциплины важно иметь возможность устранять даже небольшие отклонения от порядка.

## Наказания
Помимо лишения свободы, военные преступления могут быть приговорены к дисциплинарному взысканию или продлению срока наказания, приравненного по строгости к штрафу. Дисциплинарные взыскания являются:
1. предупреждение, зачитываемое в ежедневном порядке
2. штраф за уход из войнской части, который налагается минимум на 11 и максимум на 15 дней
3. дисциплинарный штраф, размер которого составляет для призывника его дневное довольствие, для остальных - пятую часть среднего валового дохода. За одно деяние может быть наложено максимум 40 дисциплинарных штрафов.
4. задержание, наказание за которое может быть назначено только судом, максимум на 30 дней.

Дисциплинарные меры – это
1. напоминание, которое необходимо передать в частном порядке в виде письменного предупреждающего текста
2. дополнительная служба, которая назначается от одного до пяти раз (одна смена службы, выполняемая по сменному графику, или максимум два часа другой работы)
3. запрет на выезд из войнской части, который выдается максимум на десять дней.

Срок действия дисциплинарных мер, предоставленных тем, кто уже был уволен со службы, истекает. Дисциплинарные меры преобразуются в дисциплинарные штрафы, за исключением ареста, который завершается независимо от дембелизации.
В мирное время военнослужащему, находящемуся на службе, может быть назначено или приговорено только напоминание, дисциплинарный штраф или предупреждение.

## Дисциплинарная процедура и военный суд
Военные процессы и дисциплинарные разбирательства регулируются Законом о военных процессах (323/1983) и Законом о военной дисциплине (331/1983), а также положениями о применении этих законов. В качестве дела военного суда расследуются военные преступления и преступления, совершенные военнослужащим.
- убийство
- нападение, нападение при отягчающих обстоятельствах, незначительное нападение,
- непредумышленное убийство, непредумышленное убийство при отягчающих обстоятельствах,
- иск о причинении вреда, иск о причинении вреда при отягчающих обстоятельствах,
- участие в драке,
- незаконные угрозы, принуждения,
- хищение, растрата, несанкционированное использование (во всех его формах),
- грабеж, вымогательство (во всех его формах),
- преступление сокрытия или отмывания денег (во всех его формах),
- преступление подделки документов (во всех его формах),
- ущерб (во всех его формах),
- мошенничество, крупное мошенничество, мелкое мошенничество,
- мошенничество с платежными инструментами (во всех его формах),
- преступление конфиденциальности, нарушение конфиденциальности,
- нарушение тайны связи, грубое нарушение тайны связи,
- телекоммуникационные помехи, серьезные телекоммуникационные помехи, незначительные телекоммуникационные помехи
- данные нарушения
- получение взятки, получение взятки при отягчающих обстоятельствах, взяточничество,
- нарушение служебной тайны, нарушение служебной тайны по неосторожности
- отказ от призыва в армию

Примечательно, что военный процесс инициируется только в том случае, если деяние было направлено против Сил обороны, Пограничной службы, сил кризисного управления или другого военнослужащего.[1]
Военные преступления не являются вопросами, рассматриваемыми в военном суде.

## Статьи связанные с темой
- Laki sotilaskurinpidosta ja rikostorjunnasta puolustusvoimissa (255/2014) (finlex.fi)
- Sotilasoikeudenkäyntilaki Архивная копия на Wayback Machine
- Sotilaskurinpitolaki
- Rikoslaki Архивная копия на Wayback Machine
- Sotilaskurinpitoasetus
- Sotilasoikeudenkäyntiasetus
- Aseistakieltäytyjäliiton kuvaus viime aikojen raskaimmista sotilasrikoksesta annetuista tuomioista
- Puolustusvoimien äänenkannattaja Ruotuväen artikkeli samasta aiheesta Архивная копия на Wayback Machine